# STS-79
STS-79はスペースシャトルの79回目のミッション。アトランティスの17回目の飛行で、シャトル・ミール計画の一部であり、ミールに設備、物資、交代要員を輸送した。アトランティスでは乗組員によってさまざまな科学実験が行われた。
完全に組み立てあがったミールとシャトルの初めてのドッキングであり、シャトルとミールの4回目のドッキングであった。

## クルー
| 地位                       | 打ち上げ機飛行士                        | 着陸機飛行士                             |
| -------------------------- | --------------------------------------- | ---------------------------------------- |
| 船長                       | ウィリアム・リディ 3回目の宇宙飛行      | ウィリアム・リディ 3回目の宇宙飛行       |
| パイロット                 | テレンス・ウィルコット 2回目の宇宙飛行  | テレンス・ウィルコット 2回目の宇宙飛行   |
| ミッションスペシャリスト 1 | ジェローム・アプト 4回目の宇宙飛行      | ジェローム・アプト 4回目の宇宙飛行       |
| ミッションスペシャリスト 2 | トーマス・D・エーカーズ 4回目の宇宙飛行 | トーマス・D・エーカーズ 4回目の宇宙飛行  |
| ミッションスペシャリスト 3 | カール・E・ウォルツ 3回目の宇宙飛行     | カール・E・ウォルツ 3回目の宇宙飛行      |
| ミッションスペシャリスト 4 | ジョン・ブラハ EO-22 5回目の宇宙飛行    | シャノン・ルシッド EO-22 5回目の宇宙飛行 |

## ハイライト

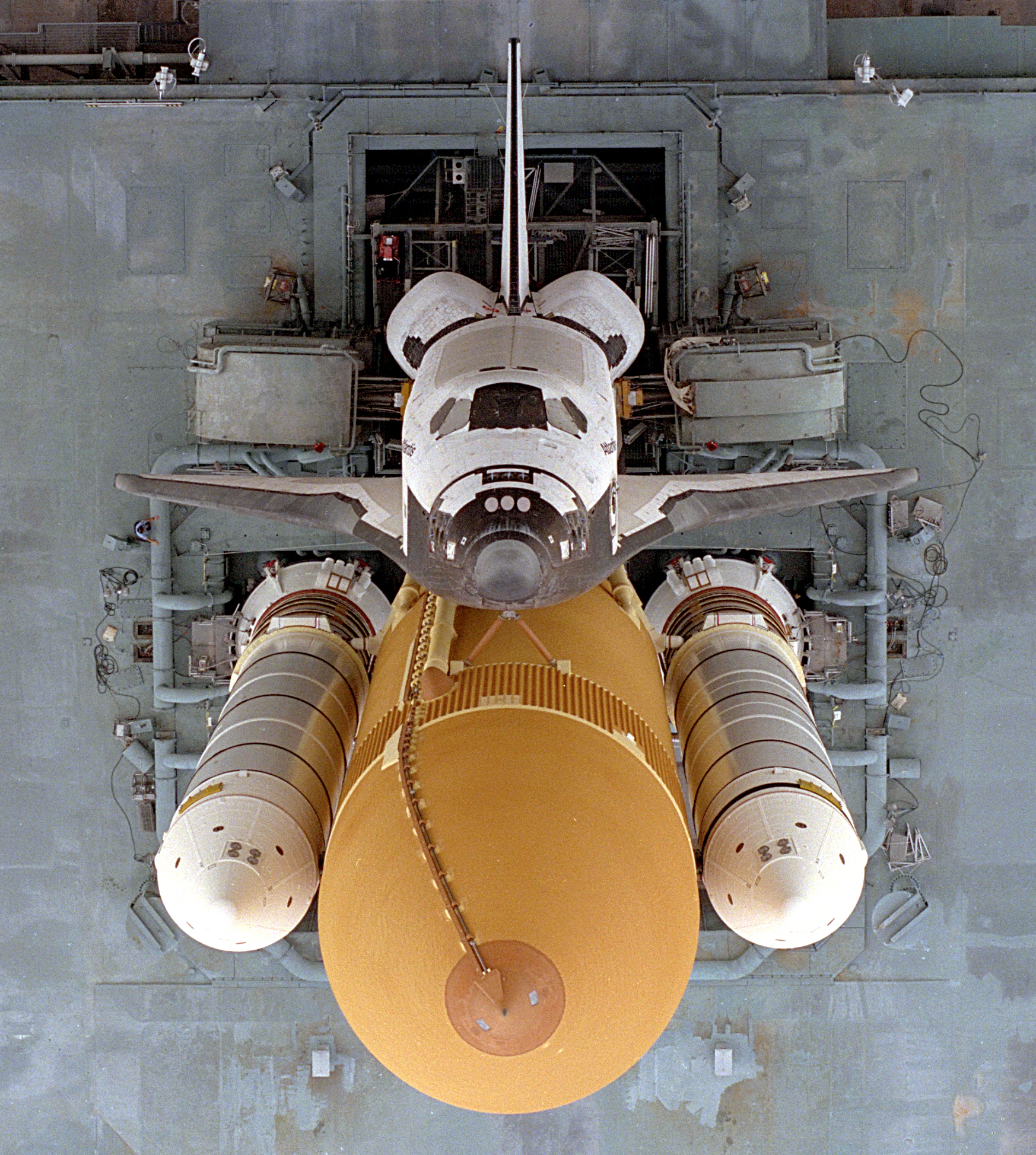
打ち上げ前の移動式打ち上げプラットフォームに乗ったアトランティスの上方からの図

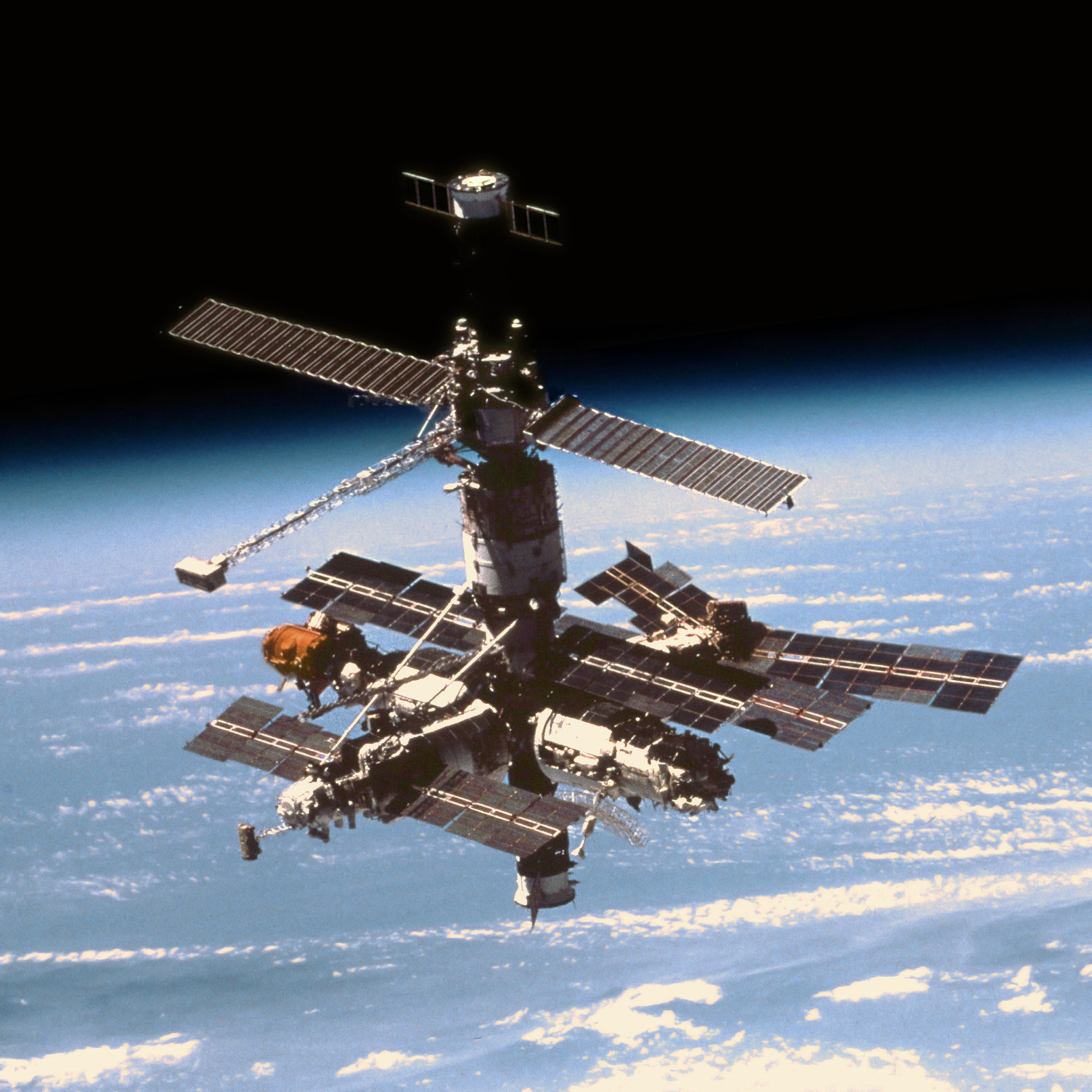
ドッキングを解除したアトランティスから見たミール

STS-79はプリローダの到着で宇宙ステーションミールが完成してから最初のドッキングであった。アトランティスは1821kgのアンドロジナスドッキング機構を搭載していた。この飛行はロシアのミールに滞在後、アメリカ人と交代した初のアメリカ人クルーのシャノン・ルシッドの地球への帰還とミールとの4度目のドッキングがハイライトとなっている。彼女は3月22日にSTS-76でミールに到着し、その後の宇宙での滞在期間の188日間は当時のアメリカの新記録であり、女性宇宙飛行士の宇宙滞在記録でも世界一となった。ミールに到着した後任はジョン・ブラハであり、彼は1997年1月にジェリー・リネンジャーと交代でSTS-81のクルーとして、地球に帰還した。
STS-79はシャトルとミールのドッキングを支援するスペースハブモジュールの2度目の飛行で、ダブルモジュール構成のスペースハブの初飛行であった。ダブルモジュールの内、前方はシャトルの宇宙滞在中全期間でクルーによって実験が行われていた。ダブルモジュールの後方はミール向けの輸送装置で、食料、衣類、実験具、消耗品、予備機器などが含まれていた。モジュールの重量は4774kgであった。
シャトルとミールの通信接続はRバー近接のあとの9月18日の15時13分に行われた。ハッチは9月19日5時40分に開けられ、ブラハとルシッドは11時に交代した。ミールでブラハを迎えたのはミール第22期長期滞在の司令であるワレリー・コルズンとフライトエンジニアのアレクサンドル・カレリであった。5日間のドッキング中、ブラハとルシッドの二人は物資、食料、アトランティスの燃料電池から発生した水など1814kgを超える補給品をミールに運んだ。軟骨の開発研究のためのバイオテクノロジーシステム、高温超伝導材料の電気的特性を測定するMaterial in Devices as Superconductors、商用バイオプロセッシング装置など3つの大規模な実験や自己完結型水システムを含む幾つかの小実験も移動された。
おおよそ907kgの実験試料と装置がミールからアトランティスに運び込まれ、ステーションに出し入れした合計の重量は最も多く記載されているもので2722kgを超えている。ルシッドは6ヶ月間の滞在中に、先進技術、地球科学、基礎生物学、人類生命科学、微小重力研究、宇宙科学などさまざまな分野の研究を行っていた。具体的にはミールでの電離放射線レベルを把握する環境放射線測定、特に小麦など植物への微小重力の影響を研究するためのグリーンハウス統合の植物実験、長期宇宙飛行が人間の免疫系やあたえる影響のデータや血液・唾液などの試料を集める体液性免疫機構の調査などの実験が含まれた。これらの研究のうち幾つかはルシッドのミール滞在中に到着したプリローダで行われていた。
宇宙で最大871度までの加工が可能な新設計炉のExtreme Temperature Translation Furnace (ETTF)、12の異なるたんぱく質を含む128の個別試料を補うCommercial Protein Crystal Growth (CPCG)、地球の表層土砂の地震や地滑りでの挙動に関連する非凝集性の粒状材料の挙動の更なる理解のために設計されたMechanics of Granular Materialsの三つの実験はアトランティスでも継続された。
他のシャトル・ミールでの飛行と同じく、国際宇宙ステーションの開発リスクを減らすのを助けるためのリスク緩和実験が行われており、ペイロードに対する振動やその他の衝撃を緩和するように設計された実験用棚Active Rack Isolation System(ARIS)が初めて利用された。STS-97の終わり近くには、アトランティスの軌道を下げるための小型バーニアジェットの利用試験が行われた。なお類似のマニューバは第2回ハッブルサービスミッションのSTS-82の際の終わりにも、ハッブルをシャトルのペイロードベイに搭載した状態で、リブーストして軌道を上昇させるために利用されている

## 註
1. 1 2 3 4  “STS-79 (79)”.   National Aeronautics and Space Administration. 2011年12月20日閲覧。
2. ↑  “Astronaut Bio: Shannon Lucid (10/2009)”.   Johnson Spaceflight Center, National Aeronautics and Space Administration. 2011年12月20日閲覧。
3. ↑  “STS-81 (81)”.   National Aeronautics and Space Administration. 2011年12月20日閲覧。
4. ↑  “NASA - STS-81”.   National Aeronautics and Space Administration. 2011年12月20日閲覧。
5. 1 2 3 4  “NASA - STS-79”.   National Aeronautics and Space Administration. 2011年12月20日閲覧。